# 79 Eurynome
79 Eurynome är en ganska stor och ljus asteroid som 14 september 1864 upptäcktes av den kanadensisk-amerikanske astronomen James Craig Watson i Ann Arbor. Asteroiden har fått sitt namn från någon med namnet Eurynome inom grekisk mytologi, men det är något oklart vilken av dem.
Den ljusa ytan beror på silikater. Ytan ser inte likadan ut över hela asteroiden.